# Władysław Latek
Władysław Latek (ur. 28 lutego 1916 w Skromowicach, zm. 18 października 1991 w Warszawie) – polski inżynier elektryk, wybitny specjalista w dziedzinie maszyn elektrycznych i turbogeneratorów, profesor zwyczajny Politechniki Warszawskiej (PW), wieloletni dziekan i prodziekan Wydziału Elektrycznego PW. Twórca ośrodka badawczego zajmującego się silnikami elektrycznymi i prądnicami dużych mocy, a przede wszystkim turbogeneratorami.

## Życiorys
Syn Grzegorza i Weroniki (z domu Lipka). W latach 1929–1934 uczęszczał do państwowego gimnazjum męskiego im. Tadeusza Kościuszki w Łukowie (profil humanistyczny), gdzie zdał maturę. W latach 1934–1939 studiował na Wydziale Elektrycznym PW. W czasie studiów działał w Stronnictwie Ludowym i Akademickim Kole Młodzieży Wici. W latach 1934–1939 współredagował numery miesięcznika „Młoda Myśl Ludowa”, na którego łamach między innymi przeciwstawiał się narastającym tendencjom antysemickim na uczelniach.
W czasie II wojny światowej od roku 1941 służył w Batalionach Chłopskich (BCh) w stopniu kapitana. Zastępca komendanta BCh na okręg lubartowski; uczestniczył w akcji scalania BCh i AK. Od roku 1944 delegat Rządu Londyńskiego na powiat lubartowski. 19 września 1944 roku aresztowany przez UB wraz z innymi członkami kierownictwa Stronnictwa Ludowego w województwie lubelskim; po kilku dniach wraz z innymi zwolniony. Po wojnie działał w mikołajczykowskim PSL, aż do likwidacji Stronnictwa. Członek Solidarności od dnia powstania związku na Politechnice Warszawskiej. Przez wiele lat inwigilowany przez organy bezpieczeństwa PRL; zbierano o nim informacje dotyczące życia zawodowego i prywatnego.
Zmarł w Warszawie. Pochowany na Cmentarzu Wojskowym na Powązkach (kwatera A2-VIII-10).

## Działalność naukowa
Autor licznych artykułów w czasopismach naukowych (polskich i zagranicznych) oraz cenionych monografii i podręczników akademickich. Promotor 18 i recenzent 70 prac doktorskich; recenzent 20 rozpraw habilitacyjnych.
Pracę badawczą i dydaktyczną w Katedrze Maszyn Elektrycznych Wydziału Elektrycznego PW rozpoczął w lutym 1948 roku. Zaczynając od stanowiska starszego asystenta, przeszedł wszystkie szczeble kariery naukowej. Doktorat obronił w roku 1951 (promotor: Bolesław Dubicki); w roku 1955 został mianowany docentem etatowym PW; w roku 1961 został profesorem nadzwyczajnym PW, a w roku 1971 profesorem zwyczajnym. Wieloletni wykładowca, prodziekan (1956–1959) i dziekan (1970–1971) Wydziału Elektrycznego PW. W latach 1976–1984 dyrektor Instytutu Maszyn Elektrycznych tej uczelni.
Działalność naukową i dydaktyczną łączył z pracą dla przemysłu i działalnością stowarzyszeniową. Współpracował m.in. z zakładami DOLMEL we Wrocławiu jako specjalista w zakresie turbogeneratorów i dużych maszyn elektrycznych. Członek prezydium Komitetu Elektrotechniki PAN, długoletni przewodniczący Sekcji Maszyn Elektrycznych i Transformatorów. Zaangażowany w działalność i struktury organizacyjne Stowarzyszenia Elektryków Polskich (SEP); w latach 1969–1978 wiceprezes Zarządu Głównego Stowarzyszenia. Członek rad naukowych Instytutu Elektrotechniki, Instytutu Energetyki oraz Instytutu Układów Elektromaszynowych Politechniki Wrocławskiej. Inicjator i przewodniczący komitetu organizacyjnego dorocznych międzynarodowych Sympozjów Maszyn Elektrycznych (organizowanych nieprzerwanie od roku 1965). Przewodniczący jury konkursu „Mistrz techniki” organizowanego wspólnie przez Naczelną Organizację Techniczną i redakcję Życia Warszawy. W roku 1984, otrzymał tytuł Honorowego Członka SEP, a w roku 1990 Honorowego Członka Polskiego Towarzystwa Elektrotechniki Teoretycznej i Stosowanej. Członek Głównej Komisji Nagród w Naczelnej Organizacji Technicznej.

## Wybrane publikacje książkowe
- Latek, W., Badanie maszyn elektrycznych prądu stałego. 1953, Warszawa: PWN.
- Latek, W., Badanie maszyn elektrycznych prądu zmiennego. 1952, Warszawa: PWN (wyd. II 1954).
- Latek, W., Maszyny elektryczne cz. 1 i 2. 1978, Warszawa: Wydawnictwa Politechniki Warszawskiej: (wyd. II 1981).
- Latek, W., Badanie maszyn elektrycznych w przemyśle. 1964, Warszawa: Wydawnictwa Naukowo-Techniczne (wyd. II 1978, wyd. III 1987, wyd. IV 1997).
- Latek, W., Teoria maszyn elektrycznych.1982, Warszawa: Wydawnictwa Naukowo-Techniczne (wyd. II 1987).
- Latek, W., Turbogeneratory. 1973, Warszawa: Wydawnictwa Naukowo-Techniczne.
- Latek, W., Maszyny elektryczne w pytaniach i odpowiedziach. 1987, Warszawa: Wydawnictwa Naukowo-Techniczne (wyd. II 1994).

## Członkostwa

### Członkostwa międzynarodowe
- CIGRE (Conseil International des grands réseaux électriques);
- IEEE (Institute of Electrical and Electronic Engineers)

### Pozostałe członkostwa krajowe
- Instytut Napędów i Maszyn Elektrycznych KOMEL w Katowicach: Rada Naukowa i Komisja Normalizacyjna Maszyn Elektrycznych;
- Komitet Nagród Państwowych

## Wybrane odznaczenia
- Krzyż Oficerski, Krzyż Kawalerski Orderu Odrodzenia Polski;
- Medal Komisji Edukacji Narodowej;
- Medal Ampère'a (nadawany przez Stowarzyszenie Elektryków Francuskich)

## Inne informacje
- Postać Władysława Latka dostarczyła inspiracji Elżbiecie Jackiewiczowej przy pisaniu opartej na wspomnieniach autorki książki Wczorajsza młodość przedstawiającej życie szkolne w gimnazjach polskich w dwudziestoleciu międzywojennym.
- W latach 1946–1947 Władysław Latek był właścicielem i głównym inżynierem firmy Elektrobot zajmującej się produkcją maszyn indukcyjnych. Firma została przejęta przez jedno z przedsiębiorstw państwowych.